# Julie Jurištová
Julie Jurištová (29. listopadu 1955, Znojmo) je česká herečka a provozovatelka divadelní společnosti.

## Život
Studovala na Pražské konzervatoři, před ukončením studia odešla hrát do divadel v Českém Těšíně a v Mostě. Vystudovala obor herectví na pražské DAMU, kterou absolvovala v roce 1978 v ročníku vedeném prof. Milošem Nedbalem.
Působila v divadlech v Českém Těšíně a v Mostě, od roku 1979 byla patnáct let členkou souboru Městských divadel pražských. V Německu se proslavila především filmová pohádka Sněženka a Růženka (Schneeweißchen und Rosenrot) z roku 1979 režiséra Siegfried Hartmann.
Později založila a dodnes stále provozuje vlastní divadelní společnost zaměřenou původně na představení pro děti předškolního a školního věku a od roku 2002 i pro dospělé. Se souborem vystupuje např. v Divadle U Hasičů, v Divadle Bez zábradlí nebo na zájezdových představeních.
Již od roku 1975 vystupovala v televizních seriálech a inscenacích, zvláště v pohádkách a rovněž ve filmech.

## Divadelní role, výběr
- 1983 Vladimír Páral, Miloš Horanský, V.Ron: Generální zázrak, Jorga Panušková, Městská divadla pražská, režie Ladislav Vymětal

## Filmografie, výběr
- 1975 Tetované časom, Anita, režie Zoroslav Záhon
- 1976 Noc klavíristy, studentka, režie Jindřich Polák
- 1978 Princ a Večernice, Helenka, režie Václav Vorlíček
- 1978 Deváté srdce princezna Adriana, režie Juraj Herz
- 1979 Schneeweißchen und Rosenrot / Sněženka a Růženka, Sněženka, režie Siegfried Hartmann
- 1979 Láďo, ty jsi princezna, princezna Lada, režie Jan Bonaventura
- 1980 Aber Doktor, Susanne Koch, DEFA, režie Oldřich Lipský
- 1980 Stopař
- 1981 Předeme, předeme zlatou nitku (ČT)
- 1982 Píseň nemilovaného
- 1982 Kouzelné dobrodružství
- 1984 Kouzelníkův návrat, učitelka Toufarová, režie Antonín Kachlík
- 1984 My všichni školou povinní
- 1985 Synové a dcery Jakuba skláře
- 1987 Arabesky, Ema, režie Pavel Háša
- 1990 Démantový déšť, matka, režie Věra Jordánová
- 1991: F-E-D-A (ČT1)
- 1993: O poklad Anežky České (ČT1)

## Z repertoáru Divadelní společnosti Julie Jurištové

### Pro děti
- Obušku z pytle ven, režie Dana Pražáková
- Čertův švagr, režie Dana Pražáková
- Povídání o pejskovi a kočičce
- O dobru a zlu, režie Ján Simkanič

### Pro dospělé
- Molière: Chudák manžel, režie J. Fréhar
- F. F. Šamberk: Blázinec v prvním poschodí, režie Milan Schejbal
- E. A. Longen: Dezertér z Volšan, režie Milan Schejbal